# Rhipidia (Rhipidia) commelina
Rhipidia (Rhipidia) commelina is een tweevleugelige uit de familie steltmuggen (Limoniidae). De soort komt voor in het Neotropisch gebied.